# B-fairy records
b-fairy records（ビーフェアリー・レコード）は、かつて存在したアニメキャラクターグッズ製作会社のブロッコリーの子会社であるブロッコリー音楽出版のCDレーベル。販売元はバンダイビジュアル。2003年2月1日設立。後に親会社のブロッコリーに吸収合併された。
ブロッコリーではレーベル設立以前にもCDをリリースしてきたが、いずれもインディーズやキャラクターグッズ扱いであった。
ギャラクシーエンジェルの音楽版権は、もとはランティスだったが、第4シリーズ放送から移動している。

## 過去に所属していたアーティスト
- ムーンエンジェル隊
- 後藤沙緒里
- Priere
- 高橋洋子